# Prionapteryx diaplecta
Prionapteryx diaplecta là một loài bướm đêm trong họ Crambidae.